# La Loggia
La Loggia es una localidad y comune italiana de la provincia de Turín, región de Piamonte, con 7.461 habitantes.

## Evolución demográfica
| Gráfica de evolución demográfica de La Loggia entre 1861 y 2010 |
|                                                                 |
| Fuente ISTAT - elaboración gráfica de Wikipedia                 |